# Shawn Drover

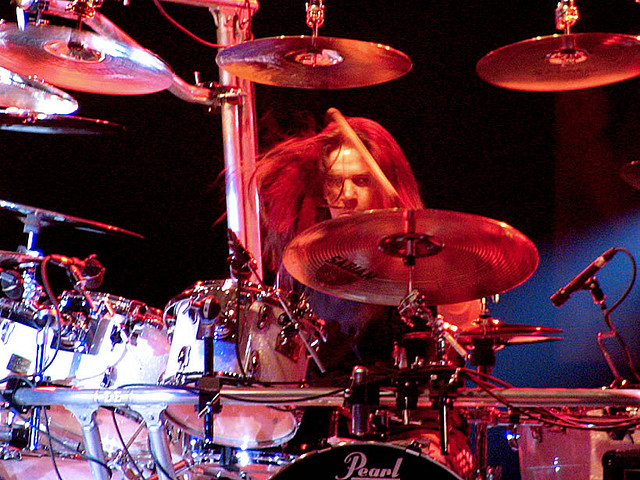
Shawn Drover in 2005

Shawn Drover (5 mei 1966) is een Canadese drummer. Hij is het meest bekend geworden om zijn drumwerk voor de Amerikaanse metalband Megadeth, waarvan hij tussen 2004 en 2014 lid was.
Op 25 november 2014 verklaarde Shawn Drover dat hij Megadeth had verlaten. Enkele uren later volgde collega-gitarist Chris Broderick. Samen richtten deze twee ex-leden van Megadeth de band Act of Defiance op, met een nieuwe zanger en bassist.

## Repertoire
Eidolon
- Zero Hour (1996)
- Seven Spirits (1997)
- Nightmare World (2000)
- Hallowed Apparation (2001)
- Coma Nation (2002)
- Apostles of Defiance (2003)
- The Parallel Otherworld (2006)

Megadeth
- That One Night: Live in Buenos Aires (2007)
- United Abominations (2007)
- Endgame (2009)
- Rust in Peace Live (2010)
- Thirteen (2011)
- Super Collider (2013)
- Countdown to Extinction: Live (2013)

Act of Defiance
- Birth and the Burial (2015)
- Old Scars, New Wounds (2017)

- Gemeinsame Normdatei: 135195314
- International Standard Name Identifier: 0000 0003 7296 440X
- Library of Congress Control Number: n2019002652
- MusicBrainz: 21315957-0049-4fc2-a204-bd300cecb8d7
- Virtual International Authority File: 80023539
- WorldCat: E39PBJrwQmx3cRb77cDgC3bTpP